# Хилдерих III
Вижте пояснителната страница за други личности с името Хилдерик (пояснение).
Хилдерих III (Childerich III; * 720; † 755) e последният меровингски крал на франките от 743 до 751 г.

## Биография
Той е син на франкския крал Хилперих II.
След смъртта на Теодорих IV през 737 г. наследникът на трона Хилдерих е подстриган и затворен от Карл Мартел в манастира Sithiu (по-късния Abtei Saint-Bertin в регион Север-Па дьо Кале в Северна Франция). Едва през 743 г. Карлман го освобождава и поставя на дотогава незаетия трон. Между 31 октомври 751 и 23 януари 752 г. е смъкнат от трона и направен монах в същия манастир Sithiu заедно със сина му Теодорих.
Пипин III взема кралската корона и става първият Каролингски крал.
От 737 г. Хилдерих е женен за Гизела.